# گرنبی (کلرادو)
گرنبی (به انگلیسی: Granby) شهری در ایالت کلرادو کشور ایالات متحده آمریکا است که جمعیت آن در سرشماری سال ۲۰۱۰ میلادی، ۱٬۸۶۴ نفر بوده‌است.